# Валя-Плопілор
Валя-Плопілор (рум. Valea Plopilor) — село у повіті Джурджу в Румунії. Входить до складу комуни Гімпаць.
Село розташоване на відстані 31 км на південний захід від Бухареста, 39 км на північ від Джурджу.

## Населення
За даними перепису населення 2002 року у селі проживали 645 осіб.
Національний склад населення села:
| Національність | Кількість осіб | Відсоток |
| -------------- | -------------- | -------- |
| румуни         | 539            | 83,6%    |
| цигани         | 106            | 16,4%    |

Рідною мовою назвали:
| Мова      | Кількість осіб | Відсоток |
| --------- | -------------- | -------- |
| румунська | 539            | 83,6%    |
| циганська | 106            | 16,4%    |